# Commissione nazionale di cultura fisica e sport
La Commissione nazionale di cultura fisica e sport, nota anche con l'acronimo CONADE, è un ente pubblico decentralizzato del governo federale messicano, affiliato al Segretariato dell'educazione pubblica (Secretaría de Educación Pública - SEP), fondato nel 1988. È l’istituzione incaricata di promuovere, amministrare e regolamentare, nell’ambito delle politiche pubbliche, l’attività fisica rivolta alla popolazione generale e il settore sportivo organizzato, sia a livello amatoriale sia professionistico.
Tra le sue principali responsabilità vi sono: collaborare con il SEP per l’attuazione di piani, programmi e progetti educativi volti alla formazione in ambito sportivo e motorio; fornire supporto e consulenza a enti pubblici, sindacati, organizzazioni popolari o della società civile e università nella realizzazione di eventi e programmi di sviluppo sportivo; promuovere programmi, istituzioni ed eventi per la formazione e l’innovazione tecnica nelle scienze dello sport e nell’attività fisica; concedere registrazioni e riconoscimenti ad associazioni e organismi di atleti, allenatori, giudici e dirigenti di tutte le discipline sportive; vigilare sul rispetto della Legge generale sulla cultura fisica e lo sport per quanto riguarda la composizione e le attività di tutte le associazioni e individui coinvolti nello sport organizzato, sia amatoriale che professionale; dirigere il Sistema Nazionale di Cultura Fisica e Sport (SINADE); collaborare con le federazioni sportive professionistiche e il Comitato Olimpico Messicano nella pianificazione, organizzazione e realizzazione di competizioni internazionali sul territorio messicano.

## Storia
Il primo ente pubblico attraverso il quale lo Stato messicano cercò di regolare l’attività sportiva nel paese risale al 1950, con la fondazione dell’Istituto Nazionale della Gioventù Messicana. Tramite una sottodirezione tecnica, tale istituto promosse lo sviluppo integrale degli adolescenti attraverso l’incoraggiamento della pratica sportiva in vari ambiti frequentati dai giovani, in particolare quello scolastico, creando eventi, strutture e materiali a tale scopo.
Successivamente, durante il mandato di Luis Echeverría, fu creato un ente specificamente dedicato allo sport: l’Istituto Nazionale dello Sport. Questo organismo si occupò, tra le altre cose, dell’elaborazione di piani nazionali di sviluppo sportivo, della ricerca in medicina sportiva, della promozione della diffusione capillare dello sport come strumento di sviluppo umano e, nel contesto del corporativismo messicano dell’epoca, della regolamentazione delle competizioni sportive organizzate da organismi operai, popolari, contadini, para-statali e decentralizzati. Inoltre, proseguì le attività intraprese dal suo predecessore. Fu il primo ente governativo coinvolto nella formazione e preparazione di atleti d’alto rendimento, compito fino ad allora svolto da altri soggetti, come le Forze Armate, le università, le federazioni e lo stesso Comitato Olimpico Messicano.
Nel sessennio successivo, con la creazione di un nuovo organismo dedicato alla gioventù, fu istituita una sottosegretaria allo sport incaricata della gestione degli aspetti legati all’alto rendimento, ossia agli atleti impegnati in competizioni internazionali. Tale sottosegretaria avrebbe avuto competenza su tutti gli enti pubblici e privati con programmi, eventi o aree sportive.
Nel 1988, con la fondazione della CONADE, furono assunte tutte le responsabilità degli enti precedenti. Inoltre, la CONADE divenne parte di una commissione tripartita, insieme al Comitato Olimpico Messicano (COM) e alla CODEME, incaricata di elaborare piani e programmi per la crescita dello sport messicano. Ciò includeva il monitoraggio degli atleti nel cosiddetto "Ciclo olimpico", che comprende tutte le principali competizioni internazionali in un arco di quattro anni: i Giochi centramericani e caraibici, i Giochi panamericani, i campionati mondiali e i Giochi olimpici.

## Direttori generali
| Anno        | Nome                       |
| ----------- | -------------------------- |
| 1988 - 1994 | Raúl González Rodríguez    |
| 1994 - 2000 | Ivar Sisniega              |
| 2000 - 2006 | Nelson Vargas              |
| 2006 - 2009 | Carlos Hermosillo          |
| 2009 - 2012 | Bernardo de la Garza       |
| 2012 - 2015 | Jesús Mena Campos          |
| 2015 - 2018 | Alfredo Castillo Cervantes |
| 2018 - 2024 | Ana Gabriela Guevara       |
| 2024 -      | Rommel Pacheco             |